# Seul Océan
Seul Océan so slovenska inštrumentalna post metal skupina, ustanovljena v Rovtah leta 2014. Do sedaj so izdali en dolgometražni album ter dva EP-ja. Vse albume so izdali v samozaložbi.

## Zgodovina
Skupina je nastala leta 2014 v Rovtah nad Logatcem. Naslednje leto je sledil prvenec La Parole Est L’ombre, že leto zatem pa drugi EP A L’ouest. Leta 2018 je izšel prvi dolgometražni album Je Fais Revivre, ki je nakazal močnejše, metalske tone. Leta 2019 je skupina sporočila, da jo zapušča bobnar Anže Šemrov.

## Slog
Seul Océan preigravajo instrumentalno glasbo na presečišču post rocka in metala s progresivnimi odvodi. Po dveh EP-jih blažjih, rock melodij so zajadrali v močnejše metalske vode s čistejšo produkcijo. Spadajo v majhno slovensko post rock/metal sceno skupaj s skupinami Ambra, The Canyon Observer, Inhibis in Goragorja.

## Člani skupine
- Gašper Jesenko – kitara (2014–sedaj)
- Borut Cigale – kitara (2014–sedaj)
- Urban Cigale – bas kitara (2014–sedaj);

Nekdanji člani
- Anže Šemrov – bobni (2014–2019);

## Diskografija
- La Parole Est L’ombre (2015) EP
- A L’ouest (2016) EP
- Je Fais Revivre (2018) Album